# سانتانا دو أكارايتش
سانتانا دو أكارايتش بلدية في ولاية سيارا في المنطقة الشمالية الشرقية من البرازيل.